# Federico García Lorca
Federico García Lorca (Fuente Vaqueros, 5 de junho de 1898 – Granada, 18 de agosto de 1936) foi um poeta e dramaturgo espanhol. Pertencente à geração do 27, foi o poeta de maior influência e popularidade da literatura espanhola do século XX e como dramaturgo é considerado uma sumidade do teatro espanhol do século XX . Conviveu com artistas como Salvador Dali, Luis Buñuel e Manuel de Falla. 
Sua obra é composta por prosa, poesia e teatro. Seu estilo é repleto de simbologia e referências a cultura tradicional e popular. A poesia lorquiana é o reflexo de um sentimento trágico da vida, e está vinculada a diferentes autores, tradições e correntes literárias 
Foi uma das primeiras vítimas da Guerra Civil Espanhola. Os motivos do seu assassinado são repletos de incertezas, mas acredita-se que foi fuzilado e enterrado em vala comum. 

## Biografia

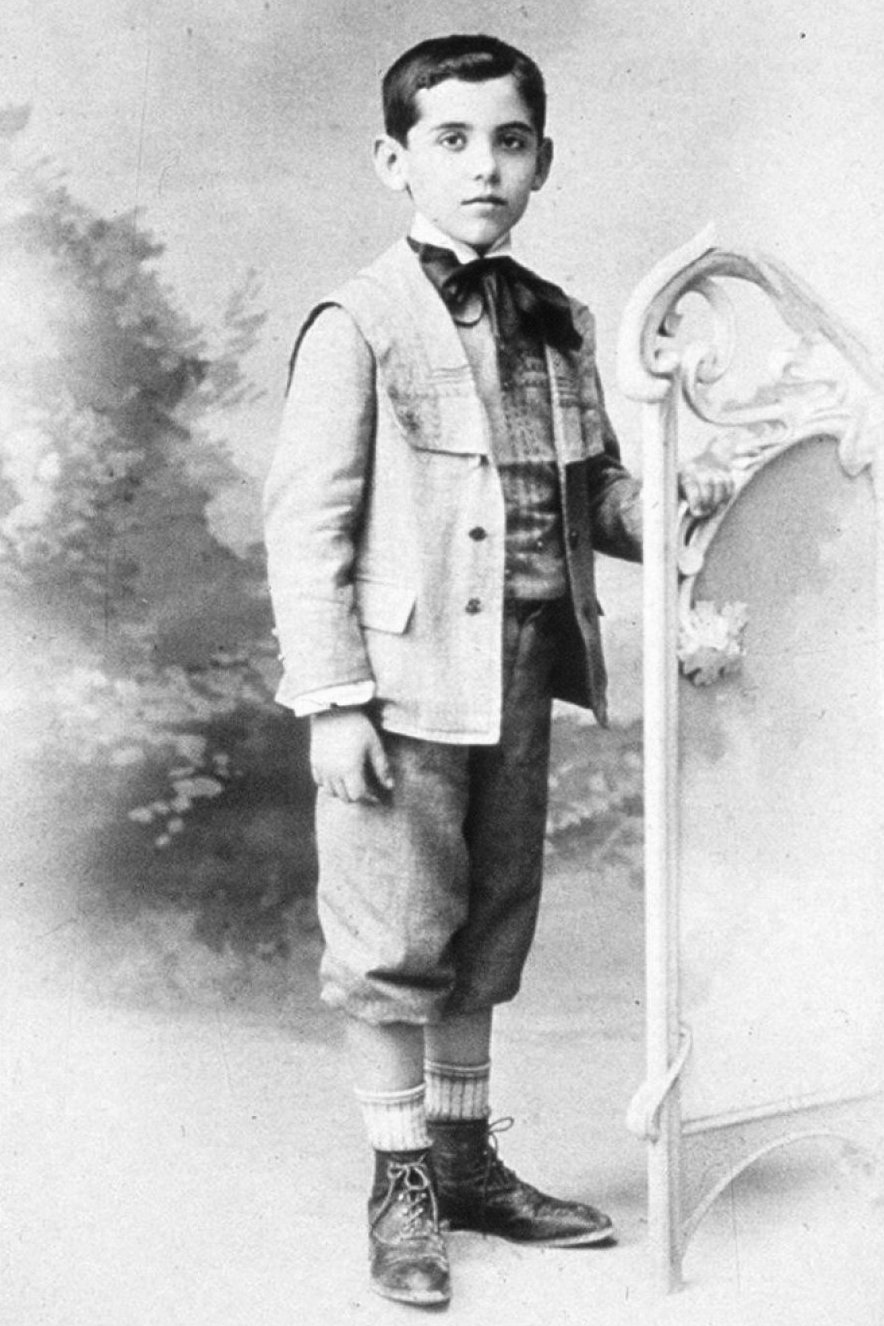
García Lorca com 6 anos

Nascido numa pequena localidade da Andaluzia, seu pai foi o fazendeiro Federico García Rodríguez (1859-1945) e sua mãe, Vicenta Lorca Romero (1870-1959), segunda esposa de seu pai, professora de escola que fomentou o gosto literário de seu filho. Sua primeira casa, em Fonte Vaqueiros, é atualmente um museu. Em sua adolescência, interessou-se mais pela música que pela literatura; estudou piano com Antonio Segura Mesa e entre seus amigos da universidade conheciam-no mais como músico que por escritor. Em 1926, na casa da família García-Trevijano em Órgiva, estreou ao piano uma mazurca composta por Manuel de Falha para Carmen García-Trevijano, tia do advogado e político antifranquista Antonio García-Trevijano.
Em 1914 se matriculou na Universidade de Granada para estudar nos cursos de Filosofia e Letras e de Direito. Durante esta época, o jovem Lorca reunia-se com outros jovens intelectuais no café Alameda. Muitos desses colegas mudaram-se para Madrid onde García Lorca chegaria em 1919 para continuar seus estudos no centro cultural La Residencia de Estudantes. Lá, conheceu artistas como Luis Buñuel e Salvador Dali, além de nomes como Alfonso Reyes, José Ortega y Gasset, Albert Einstein, Paul Valéry, e Marie Curie.
Em 1918, García Lorca escreveu um livro sobre Castela - "Impressões e Paisagens", com o patrocinado de seu pai. Entre 1919 e 1921, Lorca publicou Livro de poemas, compôs suas primeiras Suites, estreou O maleficio da borboleta e desenvolveu outras peças teatrais.

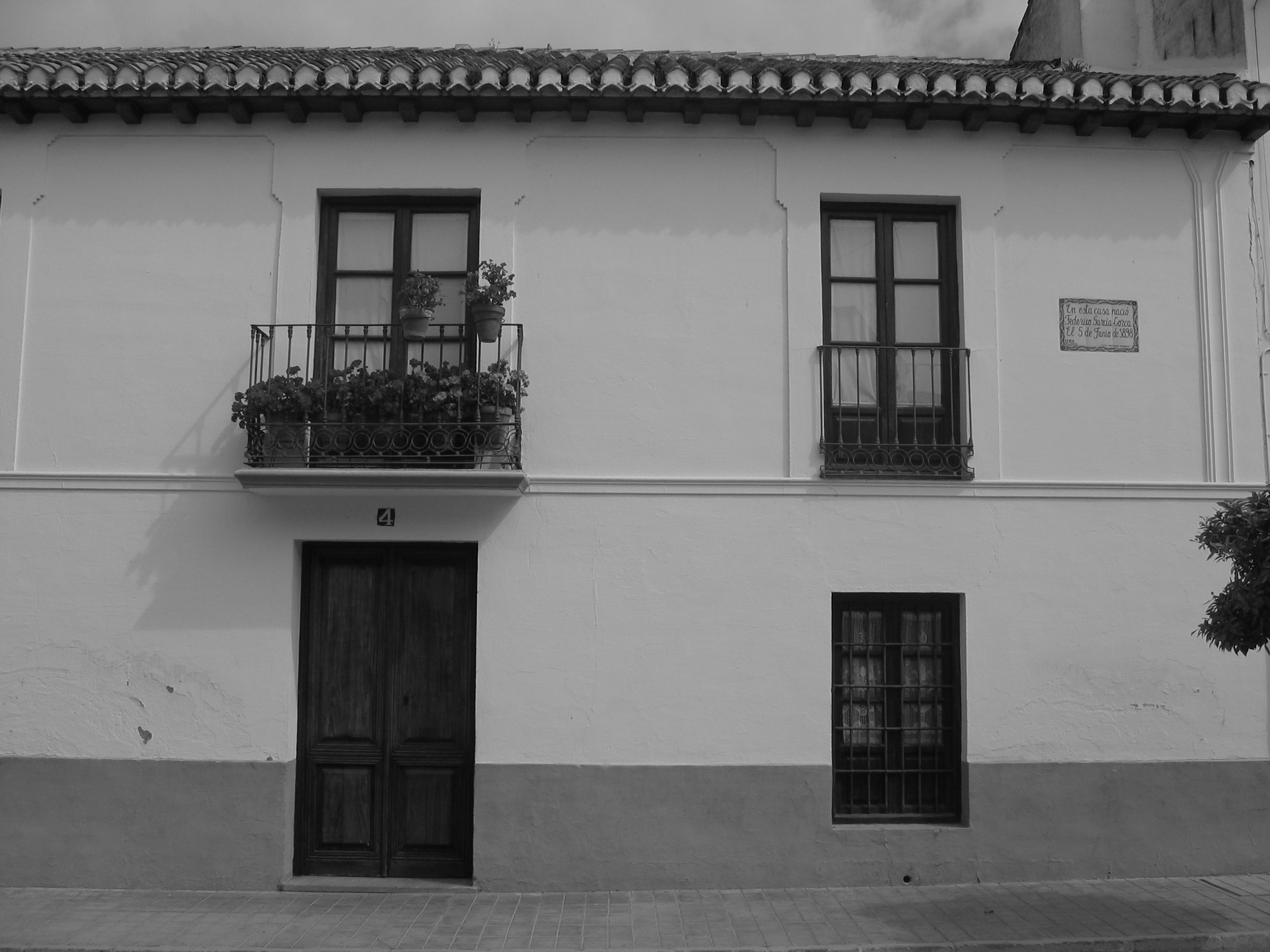
Casa de Lorca em Fuente Vaqueros.

Grande parte dos seus primeiros trabalhos baseia-se em temas relativos à Andaluzia (Impressões e Paisagens, 1918), à música e ao folclore regionais (Poemas do Canto Fundo, 1921-1922) e aos ciganos (Romancero Gitano, 1928).
Após 10 anos na Residencia, se muda para Nova York, onde viveu como estudante na Universidade de Columbia de 1929 a 1930. É o período de seus poemas surrealistas, manifestando seu desprezo pelo modus vivendi norte-americano. Expressou seu horror com a brutalidade da civilização mecanizada nas chocantes imagens do Poeta em Nova Iorque, publicado em 1940.
Com a Segunda República espanhola em abril de 1931, retornou à Espanha. Junto a Eduardo Ugarte, o escritor criou um movimento de teatro chamado A Barraca, com formato de grupo de teatro universitário. Representaram obras teatrais do Século de Ouro (Calderón da Barca, Lope de Vega, Miguel de Cervantes) por cidades e povos de Espanha. O início da guerra civil espanhola frustraria os planos para o grupo. Voltando à Espanha, criou um movimento de teatro chamado La Barraca.
Na primavera de 1936, A Barraca realizou sua última função no Ateneu de Madrid, por petição expressa de Juana Capdevielle, bibliotecária da instituição, ao grupo de teatro ambulante, que representou O caballero de Olmedo de Lope de Vega.
Foi ainda um excelente pintor, compositor precoce e pianista. Sua música se reflete no ritmo e sonoridade de sua obra poética. Como dramaturgo, Lorca fez incursões no drama histórico e na farsa antes de obter sucesso com a tragédia. As três tragédias rurais passadas na Andaluzia, Bodas de Sangue (1933), Yerma (1934) e A Casa de Bernarda Alba (1936) asseguraram sua posição como grande dramaturgo.

## O assassinato e o corpo
Controvérsia significante permanece sobre os motivos e os detalhes do assassinato de Lorca. Motivações pessoais, não-políticas também têm sido sugeridas. O biógrafo de García Lorca, Stainton, afirma que seus assassinos fizeram comentários sobre a sua orientação sexual, o que sugere que esse aspecto possa ter desempenhado um papel na sua morte. Ian Gibson sugere que o assassinato de García Lorca foi parte de uma campanha de assassinatos em massa que visava a eliminação de apoiantes da Frente Popular. No entanto, Gibson propõe que a rivalidade entre a anticomunista Confederação Espanhola de Direito Autónomo (CEDA) e a Falange foi um fator importante na morte de Lorca. O ex-vice parlamentar da CEDA, Ramon Ruiz Alonso García, prendeu Garcia Lorca na casa de Rosales e foi o responsável pela denúncia original que levou ao mandado de captura emitido.
Tem sido argumentado que García Lorca era apolítico e tinha muitos amigos em ambos os campos, republicano e nacionalista. Gibson contesta isso em seu livro de 1978 sobre a morte do poeta. Ele cita, por exemplo, o manifesto publicado de Mundo Obrero, que Lorca assinara mais tarde e alega que Lorca foi um apoiante ativo da Frente Popular.
Muitos anticomunistas eram simpáticos a Lorca. Nos dias antes da sua prisão, ele encontrou abrigo na casa do artista e líder membro da Falange, Luis Rosales. O poeta comunista Vasco Gabriel Celaya escreveu nas suas memórias que uma vez se encontrou com García Lorca, na companhia do falangista José Maria Aizpurua. Celaya escreveu ainda que Lorca jantava todas as sextas-feiras com o fundador e líder falangista José Antonio Primo de Rivera. Em 11 de março de 1937, foi publicado um artigo na imprensa falangista denunciando o assassinato de García Lorca: " O melhor poeta da imperial Espanha foi assassinado". Jean Louis Schonberg também apresentou a teoria do "ciúme homossexual". O processo relativo ao assassinato, compilado a pedido de Franco e referido por Gibson e outros, ainda virá à tona. O primeiro relato publicado de uma tentativa de localizar o túmulo de Lorca pode ser encontrado no livro do viajante britânico e hispânico Gerald Brenan em "A face da Espanha". Apesar das tentativas iniciais, como Brenan, em 1949, o local permaneceu desconhecido durante a era franquista.
Segundo algumas versões, ele teria sido fuzilado de costas, em alusão a sua homossexualidade.
Em 16 de agosto de 1936, García Lorca foi retirado à força da casa de amigos, em Granada, em uma grande operação do Governo Civil que cercou todo o quarteirão. Acompanhavam aos guardas Juan Luis Trescastro Medina, Luis García-Alix Fernández e Ramón Ruiz Alonso, que tinha denunciado a Lorca ante o governador civil de Granada José Valdés Guzmán. Segundo o historiador Ian Gibson, acusava-se ao poeta de «ser espião dos russos, estar em contacto com estes por rádio, ter sido secretário de Fernando dos Rios e ser homossexual». Foi transladado ao Governo Civil, e depois ao povoamento de Víznar onde passou sua última noite num cárcere improvisado, junto a outros detentos.
A data exata de sua morte foi objeto de uma longa polêmica, mas parece definitivamente estabelecido que Federico García Lorca foi fuzilado às 4:45 h da madrugada do 18 de agosto,no caminho que vai de Víznar a Alfacar. Seu corpo jamais foi encontrado, mas acredita-se que esteja em uma fossa comum junto com o cadáver de um maestro nacional, Dióscoro Galindo, e os dos anarquistas Francisco Galadí e Joaquín Arcollas, executados com ele.
O 23 de abril de 2015 fez-se público um relatório policial datado o 9 de julho de 1965, baseado numa investigação realizada nesse mesmo ano, que corroborava a execução de Lorca pelas autoridades franquistas. No relatório acusavam-no de ser «socialista», amigo de Fernando dos Rios, e «maçom», pertencente à loja 'Alhambra', na qual adotou o nome simbólico de «'Homero'», e lhe atribuía «práticas de homossexualismo e aberração». Também afirma que foi condenado à morte depois de «ter confessado», ainda que não especifique o que terá confessado. O relatório foi redigido pela 3.ª brigada regional de investigação social da Chefatura Superior da Polícia de Granada a petição da francesa Marcelle Auclair, ainda que nunca tenha obtido resposta, já que o relatório foi ocultado pela ditadura franquista. A existência do dito relatório foi mencionada pela primeira vez pelo jornalista falangista Eduardo Molina Fajardo em seu livro póstumo, Nos últimos dias de García Lorca (1983). Segundo Gibson, é evidente que Molina Fajardo tinha tido acesso ao relatório policial.

## Repercussões póstumas
Após a sua morte publicaram-se Primeiras canções e Amor de Dom Perlimplín com Belisa em seu jardim.

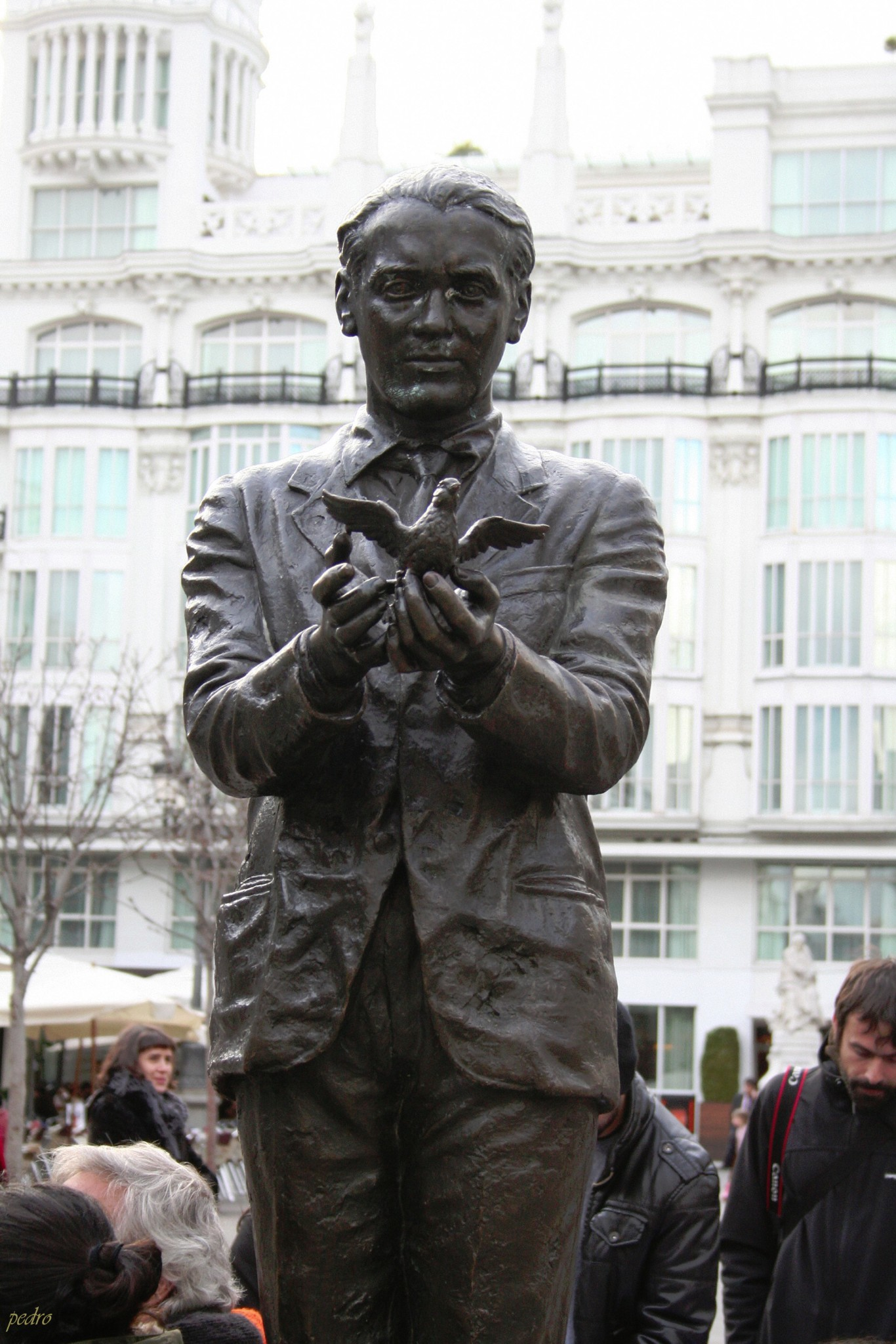
Monumento a García Lorca na Praça de Santa Ana em Madrid

Uma das obras mais estremecedoras sobre a sua morte é o poema «O crime foi em Granada», escrito por Antonio Machado em 1937. No jornal Unidade, de San Sebastián, publicou em 11 de março de 1937, uma sentida elegia assinada por Luis Hurtado Álvarez e titulada «À Espanha imperial assassinaram-lhe seu melhor poeta».
Uma das biografias sobre Federico García Lorca mais documentadas, controversas e populares é o best-seller publicado em 1989 e titulado Federico García Lorca: A life (Vida, paixão e morte de Federico García Lorca, edição em espanhol em 1998), do espanhol de origem irlandesa Ian Gibson.
Em 2009, ao aplicar a lei para a recuperação da memória histórica aprovada pelo governo de José Luis Rodríguez Zapatero, abriu-se a fossa onde supostamente descansavam os restos do poeta, sem se encontrar nada.
Em maio de 2012, veio à tona a sua última carta, dirigida ao seu amigo íntimo, o escritor e crítico de arte Juan Ramírez de Lucas. Em 2014 iniciaram-se novos trabalhos de localização da fossa onde foi enterrado e de identificação de corpos, ainda que dada a negativa da família do poeta parece improvável a exumação de seu corpo. Em 2015 a escritora Marta Osorio publica um livro no qual analisa a informação que Agustín Penón resumiu sobre a localização do corpo do poeta (principalmente de Emilia Planos, amiga íntima do poeta), apontando a um translado do corpo a outra localização do mesmo caminho onde foi enterrado ou inclusive a Madrid.

## Obras

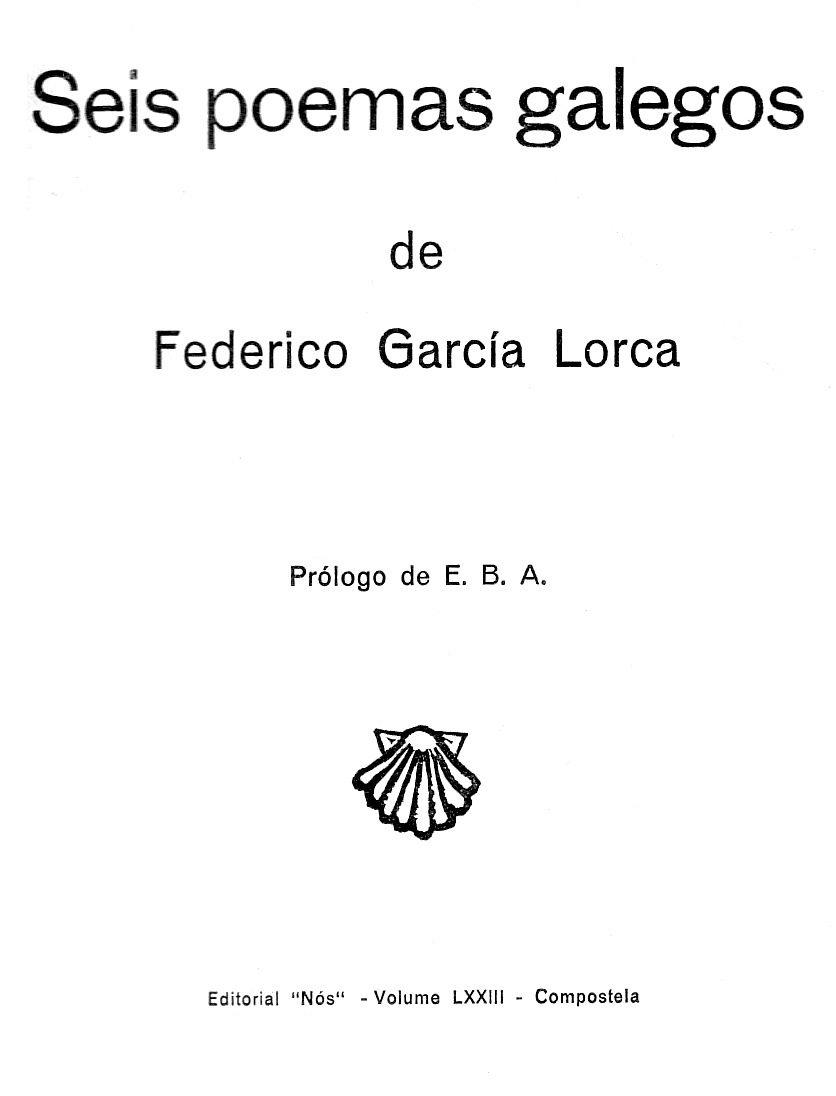
Seis poemas galegos, Nós, 1935.

Em sua curta existência, García Lorca deixou importantes obras-primas da literatura, muitas delas publicadas postumamente, dentre as quais:

Poesia
- Livro de Poemas - 1921
- Ode a Salvador Dalí - 1926.
- Canciones (1921-24) - 1927.
- Romancero gitano (1924-27) - 1928.
- Poema del cante jondo (1921-22) - 1931.
- Ode a Walt Whitman - 1933.
- Canto a Ignacio Sánchez Mejías - 1935.
- Seis poemas galegos - 1935.
- Primeiras canções (1922) - 1936.
- Poeta em Nueva York (1929-30) - 1940.
- Divã do Tamarit - 1940.
- Sonetos del Amor Oscuro - 1936

Prosa
- Impressões e Paisagens - 1918
- Desenhos (publicados em Madri) - 1949
- Cartas aos Amigos - 1950

Teatro
- Assim que passarem cinco anos - Lenda do tempo - 1931.
- Retábulo de Don Cristóvão e D.Rosita - 1931.
- Amores de Dom Perlimplim e Belisa em seu jardim" - 1926.
- Mariana Pineda - 1925.
- Dona Rosinha, a solteira - 1927.
- Bodas de Sangue (Trilogia) - 1933.
- Yerma (Trilogia) - 1934.
- A Casa de Bernarda Alba (Trilogia) - 1936.
- Quimera - 1930.
- El publico - 1933.
- O sortilégio da mariposa - 1918.
- A sapateira prodigiosa - 1930.
- Pequeno retábulo de Dom Cristóvão - 1931.[34]

## Estilo
Os símbolos: de acordo com seu gosto pelos elementos tradicionais, Lorca utiliza frequentemente símbolos em sua poesia. Referem-se muito frequentemente à morte ainda que, dependendo do contexto, os matizes variam bastante. São símbolos centrais em Lorca:
- A lua: é o símbolo mais frequente em Lorca. Sua significação mais frequente é a de morte, mas também pode simbolizar o erotismo, a fecundidade, a esterilidade ou a beleza.[35]
- A água: quando corre, é símbolo de vitalidade. Quando está estancada, representa a morte.
- O sangue: representa a vida e, derramada, é a morte. Simboliza também o fecundo, o sexual.
- O cavalo (e seu ginete): está muito presente a toda sua obra, portando sempre valores de morte, ainda que também representa a vida e o erotismo masculino.
- O touro: García Lorca era aficionado aos touros; segundo suas palavras: «Acho que os touros é a festa mais culta que há no mundo. É o drama puro no qual o espanhol derrama suas melhores lágrimas e sua bilis. É o único lugar a onde se vai com a segurança de ver a morte rodeada da mais deslumbradora beleza (...)».[36]
- As ervas: seu valor dominante, ainda que não único, é o de ser símbolos da morte.
- Os metais: também seu valor dominante é a morte. Os metais aparecem baixo a forma de armas brancas, que implicam sempre tragédia.

O neopopularismo: ainda que Lorca assimila sem problemas as novidades literárias, sua obra está repleta de elementos tradicionais que, pelo demais, demonstram sua imensa cultura literária. A música e os cantos tradicionais são presenças constantes em sua poesia. Não obstante, desde um ponto de vista formal não é um poeta que mostre uma grande variedade de formas tradicionais; no entanto, aprofunda nas constantes do espírito tradicional de sua terra e da gente: o rasgo amoroso, a valentia, a melancolia e a paixão.

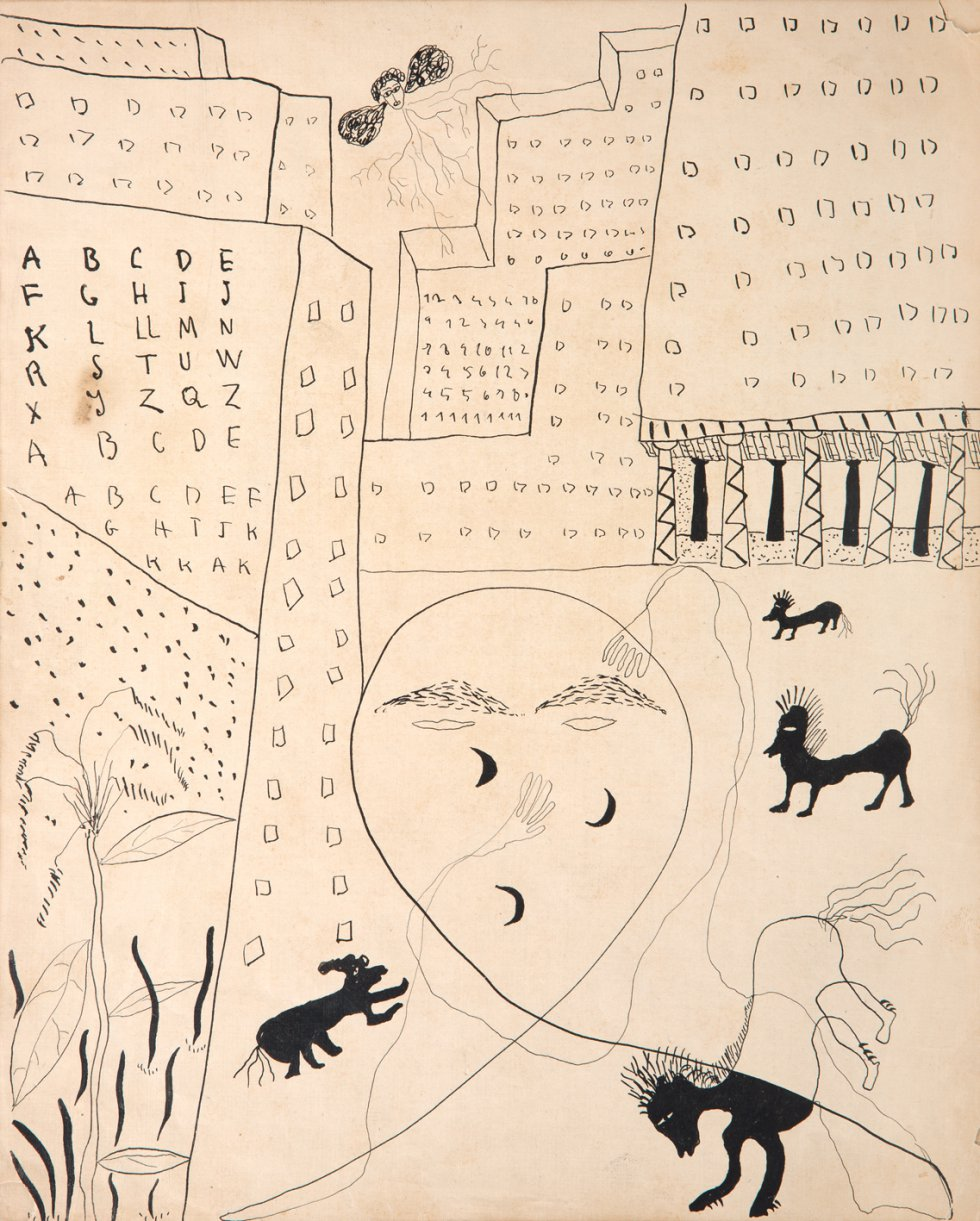
Autorretrato de Federico García Lorca para Poeta en Nueva York.

### Poesia
A obra poética de Lorca constitui um ponto alto da poesia da geração do 27 e de toda a literatura espanhola. A poesia lorquiana é o reflexo de um sentimento trágico da vida, e está vinculada a diferentes autores, tradições e correntes literárias. Nesta poesia convivem a tradição popular e a culta. Ainda que é difícil estabelecer épocas na poética de Lorca, alguns críticos diferenciam duas etapas: uma de juventude e outra de plenitude.

#### Época de juventude
Aqui incluem-se seus primeiros escritos: Impressões e paisagens (em prosa, ainda que no entanto mostra procedimentos característicos da linguagem poética) e Livro de poemas (escrito sob a influência de Rubén Darío, Antonio Machado e Juan Ramón Jiménez); neste poema García Lorca projeta um amor sem esperança, condenado à tristeza.
A Delegação de Granada editou em 1986 uma antologia poética, selecionada, apresentada e anotada por Andrew A. Anderson. Esta antologia contribui Suites (1920-1923) e Poemas em prosa (1927-1928). Em Suites encontra-se «Cancioncilla do menino que não nasceu» (pág. 71), e em Poemas em prosa «Degollación dos Inocentes» (pág. 150). Nestes escritos o poeta faz referência ao drama do aborto.

#### Época de plenitude

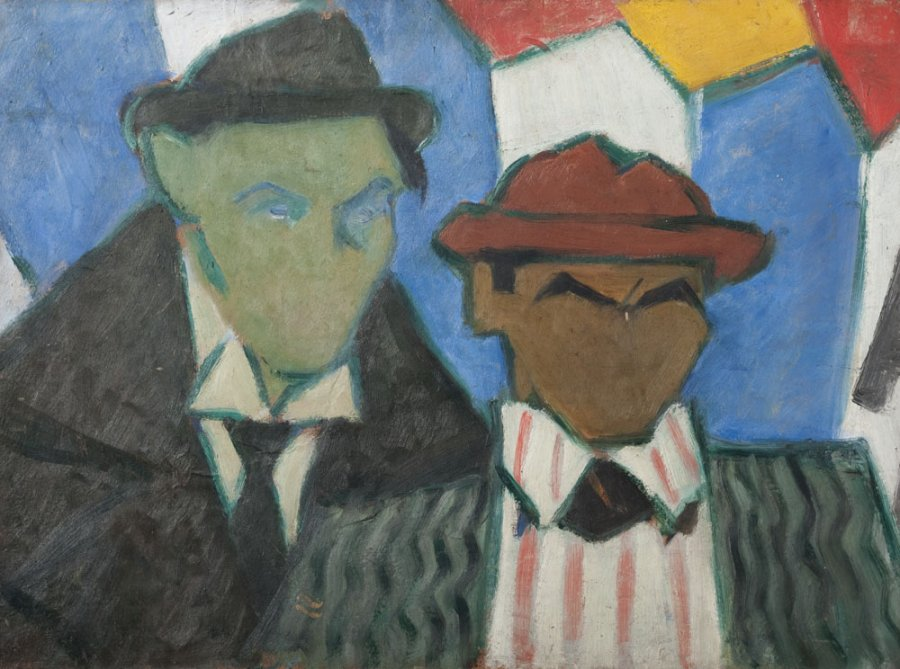
García Maroto e García Lorca. Pintura de Rafael Barradas

Começa com o Poema do cante jondo (1921) que, mediante a unidade temática, formal, conceitual e a expressão dos sentimentos, devida em parte a sua inspiração folclórica, descreve a lírica neopopularista da geração do 27.
Em Primeiras canções (1926) e Canções (1927) emprega as mesmas formas: os temas subjacentes às canções são os mesmos de toda a sua poesia: a infância perdida, a passagem do tempo, a morte, a dor do amor, a cidade granadina e as paisagens lunares.
A morte e a incompatibilidade moral do mundo cigano com a sociedade burguesa são os dois grandes temas do Romanceiro cigano. Destacam os procedimentos habituais de poesia de origem popular, e a influência do compositor Manuel de Falha. Não se trata de uma obra folclórica; está baseada nos tópicos com que se associa o cigano e granadino. Lorca eleva à personagem cigana à faixa de mito literário, como depois fará também com o negro e o judeu em Poeta em Nova York. No Romancero gitano emprega o romance, em suas variantes de novelesco, lírico e dramático; sua linguagem é uma fusão do popular e o culto.
Lorca escreveu Poeta em Nova York a partir de sua experiência em Estados Unidos, onde viveu entre 1929 e 1930. Para Lorca a civilização moderna e a natureza são incompatíveis. Sua visão de Nova York é de pesadelo e desolação, própria de um mau sonho. Para expressar a angústia e o ânsia de comunicação que o embargam, emprega as imagens visionarias da linguagem surrealista. Sua liberdade expressiva é máxima, ainda que junto ao verso livre adverte-se o uso do verso medido (octossílabo, hendecassilabo e alexandrino).
O Divã do Tamarit (1940) é um livro de poemas inspirado nas coleções da antiga poesia arábico-andaluso. é um conjunto de poemas em árabe e Tamarit é uma homenagem ao sítio do tio de Lorca. São poemas de amor, erotismo e dor.
Pranto pela morte de Ignacio Sánchez Mejías (1935) é uma elegia de incontida dor e emoção que atua de homenagem ao toureiro castelhano que tanto apoiou aos poetas da geração do 27. É considerado um de seus poemas mais perfeitos, e rende homenagem ao seu grande amigo, morto em 1934.
A obra poética de García Lorca fecha-se com Seis poemas galegos e a série de onze poemas amorosos titulada Sonetos do amor escuro. Lorca sempre tem contado com o respeito e admiração incondicional dos poetas de gerações posteriores à Guerra Civil. Considerado um poeta maldito, sua influência deixou-se sentir entre os poetas espanhóis do Os Poetas Malditos.